# Dößel
Dößel è una frazione della città tedesca di Wettin-Löbejün.

## Geografia antropica
La frazione di Dößel comprende la località di Dobis.